# Honda Civic Tour 2011

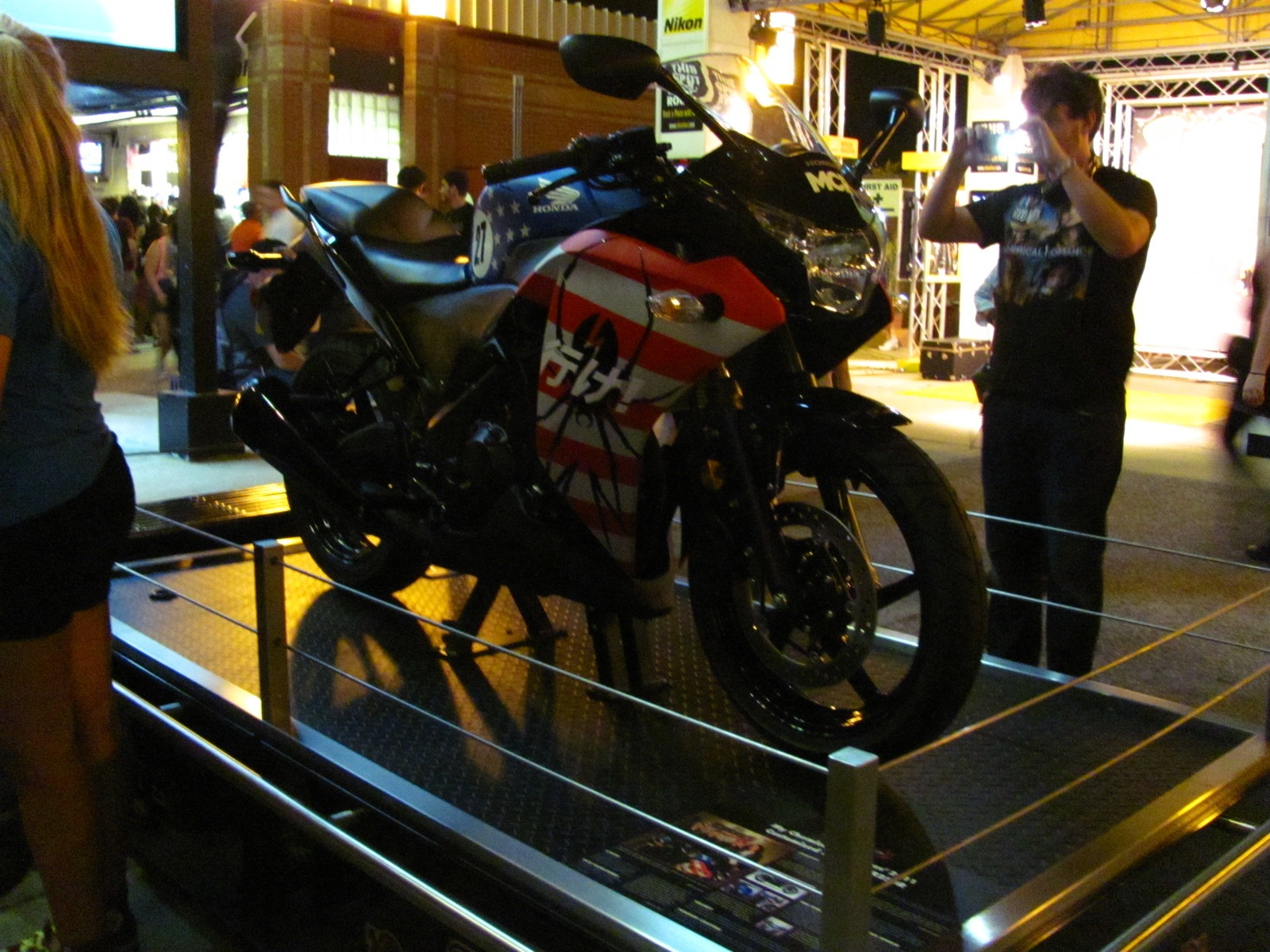
Motocicleta diseñada por My Chemical Romance para promocionar la gira

El Honda Civic Tour 2011 fue una gira musical encabezada por las bandas Blink-182 y My Chemical Romance. El tour se desarrolló desde agosto a octubre de 2011, y contempló conciertos en diferentes ciudades de Estados Unidos, además de una presentación en Canadá. Auspiciada por la compañía Honda, esta corresponde a la décima edición del Honda Civic Tour. En el concierto dado en Míchigan, en el DTE Energy Music Theatre, el vocalista de My Chemical Romance Gerard Way se unió a Blink-182 para cantar la canción «First date».

## Fechas
| Fecha                    | Ciudad                        | Recinto                                 |                |
| Estados Unidos           | Estados Unidos                | Estados Unidos                          | Estados Unidos |
| ------------------------ | ----------------------------- | --------------------------------------- | -------------- |
| 5 de agosto de 2011      | Holmdel, Nueva Jersey         | PNC Bank Arts Center                    |                |
| 6 de agosto de 2011      | Wantagh, Nueva York           | Nikon at Jones Beach Theater            |                |
| 7 de agosto de 2011      | Wantagh, Nueva York           | Nikon at Jones Beach Theater            |                |
| 9 de agosto de 2011      | Mansfield, Massachusetts      | Comcast Center                          |                |
| 11 de agosto de 2011     | Corfu, Nueva York             | Darien Lake Performing Arts Center      |                |
| 12 de agosto de 2011     | Bristow, Virginia             | Jiffy Lube Live                         |                |
| 13 de agosto de 2011     | Hershey, Pensilvania          | Hersheypark Stadium                     |                |
| 14 de agosto de 2011     | Hartford, Connecticut         | The Comcast Theatre                     |                |
| 19 de agosto de 2011     | Maryland Heights, Misuri      | Verizon Wireless Amphitheater           |                |
| 20 de agosto de 2011     | Tinley Park, Illinois         | First Midwest Bank Amphitheatre         |                |
| 21 de agosto de 2011     | Cincinnati, Ohio              | Riverbend Music Center                  |                |
| 23 de agosto de 2011     | Milwaukee, Wisconsin          | Marcus Amphitheater                     |                |
| 31 de agosto de 2011     | Vancouver (Canadá)            | Rogers Arena                            |                |
| 1 de septiembre de 2011  | Auburn, Washington            | White River Amphitheatre                |                |
| 3 de septiembre de 2011  | West Valley City, Utah        | USANA Amphitheatre                      |                |
| 4 de septiembre de 2011  | Greenwood Village, Colorado   | Comfort Dental Amphitheatre             |                |
| 7 de septiembre de 2011  | Saint Paul, Minnesota         | Xcel Energy Center                      |                |
| 8 de septiembre de 2011  | Des Moines, Iowa              | Wells Fargo Arena                       |                |
| 9 de septiembre de 2011  | Bonner Springs, Kansas        | Sandstone Amphitheater                  |                |
| 10 de septiembre de 2011 | Noblesville, Indiana          | Verizon Wireless Music Center           |                |
| 11 de septiembre de 2011 | Clarkston, Míchigan           | DTE Energy Music Theatre                |                |
| 13 de septiembre de 2011 | Cuyahoga Falls, Ohio          | Blossom Music Center                    |                |
| 15 de septiembre de 2011 | Burgettstown, Pensilvania     | First Niagara Pavilion                  |                |
| 16 de septiembre de 2011 | Saratoga Springs, Nueva York  | Saratoga Performing Arts Center         |                |
| 17 de septiembre de 2011 | Camden, Nueva Jersey          | Susquehanna Bank Center                 |                |
| 18 de septiembre de 2011 | Virginia Beach, Virginia      | Farm Bureau Live at Virginia Beach      |                |
| 20 de septiembre de 2011 | Charlotte, Carolina del Norte | Charlotte Verizon Wireless Amphitheater |                |
| 21 de septiembre de 2011 | Atlanta, Georgia              | Aaron's Amphitheatre at Lakewood        |                |
| 23 de septiembre de 2011 | West Palm Beach, Florida      | Cruzan Amphitheatre                     |                |
| 24 de septiembre de 2011 | Tampa, Florida                | 1-800-ASK-GARY Amphitheatre             |                |
| 26 de septiembre de 2011 | The Woodlands, Texas          | Cynthia Woods Mitchell Pavilion         |                |
| 27 de septiembre de 2011 | Dallas, Texas                 | Gexa Energy Pavilion                    |                |
| 29 de septiembre de 2011 | Albuquerque, Nuevo México     | The Pavilion                            |                |
| 30 de septiembre de 2011 | Phoenix, Arizona              | Tempe Beach Park Amphitheatre           |                |
| 1 de octubre de 2011     | Anaheim, California           | Honda Center                            |                |
| 2 de octubre de 2011     | Wheatland, California         | Sleep Train Amphitheatre                |                |
| 4 de octubre de 2011     | Concord, California           | Sleep Train Pavilion at Concord         |                |
| 5 de octubre de 2011     | Mountain View, California     | Shoreline Amphitheatre                  |                |
| 7 de octubre de 2011     | Summerlin, Nevada             | Red Rock Resort Spa and Casino          |                |
| 8 de octubre de 2011     | Los Ángeles, California       | Hollywood Bowl                          |                |
| 15 de octubre de 2011    | Chula Vista, California       | Cricket Wireless Amphitheatre           |                |